# Archaeognatha
Archaeognatha este un ordin de insecte fără aripi. Se numără printre insectele care s-au schimbat cel mai puțin, apărând în devonianul mijlociu împreună cu arahnidele.  Numele Archaeognatha este derivat din greacă, unde archaeos înseamnă „antic”, iar gnatha înseamnă „gură”. 